# Сопільник Петро Никифорович
Петро́ Ники́форович Сопі́льник (14 лютого 1922, Соколове — ?) — український радянський художник монументального і декоративно-ужиткового мистецтва; член Спілки радянських художників України.

## Біографія
Народився 14 лютого 1922 року в селі Соколовому (нині Дніпропетровська область, Україна). Брав участь у німецько-радянській війні. Нагороджений орденом Вітчизняної війни II ступеня (6 квітня 1985).
Протягом 1946—1948 років навчався на живописно-педагогічному відділенні Дніпропетровського державного художнього училища, був учнем Михайла Паніна. Отримав кваліфікацію викладача малювання та креслення. Упродовж 1948—1950 років викладав рисунок та історію мистецтва у Вижницькому училищі прикладного мистецтва. 1950 року за власним бажанням переведений на посаду викладача рисунка, історії мистецтва і композиції в Косівське училище прикладного мистецтва. Одночасно до 1961 року навчався на факультеті теорії та історії мистецтв Інституту живопису, скульптури та архітектури імені Іллі Рєпіна Академії мистецтв СРСР у Ленінграді. У січні 1963 року звільнився з посади у зв'язку з переходом на творчу роботу в Станіславське товариство художників.
Мешкав у Івано-Франківську в будинку на вулиці Івана Франка, № 27, квартира № 3.

## Тіорчість
Працював у галузях монументального та декоративного мистецтва, а також мистецтвознавства. Серед робіт:
- ювілейна ваза пам'яті Юрія Федьковича (1956, дерево, барельєф, різьблення);
- декоративні тарілки: «Олекса Довбуш», «Гуцульська пісня» (1963); «Грай сопілко» (1964), «Хто меч підійме проти нас — від меча і загине» (1965); «В ім'я людства» (1967);
- декоративні пано: «Гуцульське весілля» (1963, мозаїка соломою), «Київська леґенда» в Івано-Франківському готелі «Київ» (1965, теразит, сграфіто), «Дністер» в Івано-Франківському кафе «Дністер» (1966, камінь-валун, мідь, теразит);
- рельєфи «Вічний революціонер» в Івано-Франківському кінотеатрі (1967, кована сталь), «Данко» (1968, кована бронза) і рельєфний портрет Василя Стефаника (1971, кована мідь) — останні два в Івано-Франківському педагогічному інституті.
- пам'ятник «Меч і рало» в селі Крилосі (1987)[3].

Автор творів на шевченківську тему: «Кобзар» (1961, теракота), декоративних тарілок, зокрема «Козак Мамай» (1963, інтарсія соломкою), «Зоре моя вечірняя» (1964), блюдо з портретом Шевченка  (1964), панно «Сім'я вечеря коло хати» (1964, інтарсія соломою), барельєф «Прометей» (1964, кута бронза).
Брав участь у республіканських виставках з 1964 року, міжнародних з — 1967 року.
В Національному музеї народного мистецтва Гуцульщини та Покуття імені Йосафата Кобринського зберігаються два твори майстра.